# Estació de Sagrera-TAV
|  | Per a altres significats, vegeu «Estació de Sagrera». |

|  | El títol d'aquest article és incorrecte a causa de limitacions tècniques. El títol correcte de l'article és Estació de Sagrera \| TAV. |

L'estació de Barcelona-La Sagrera (Rodalies i TAV) o Sagrera | TAV (Metro) serà un intercanviador de ferrocarril a la ciutat de Barcelona, situat al barri de la Sagrera (districte de Sant Andreu). Se situa on anteriorment hi havia una important estació de mercaderies fins als anys noranta del segle xx, quan aquesta va deixar de prestar servei. Des d'aleshores les instal·lacions foren totalment abandonades.
La nova estació de viatgers de la Sagrera que està en construcció, permetrà als usuaris de transbordar entre diferents modalitats de ferrocarril: el metro (L4, L9 i L10), rodalia (R1 i R2), mitjana distància (R11) i alta velocitat. El juny de 2016 es va informar que les obres de l'estació romanien suspeses des de principi de 2014 a causa d'un escàndol de corrupció que va implicar una de les empreses que les realitzaven. Després de reprendre les obres, s'espera que la nova estació s'obri a l'AVE i als trens locals el 2028.

## Serveis ferroviaris
| Procedència/Destinació                              | <                       | Línia    | >                            | Procedència/Destinació                                            |
| --------------------------------------------------- | ----------------------- | -------- | ---------------------------- | ----------------------------------------------------------------- |
| Metro de Barcelona                                  |                         |          |                              |                                                                   |
| Trinitat Nova                                       | Santander               | obres    | la Sagrera                   | la Sagrera                                                        |
| Aeroport T1                                         | la Sagrera              | obres    | Onze de Setembre             | Can Zam                                                           |
| Pratenc                                             | la Sagrera              | obres    | Onze de Setembre             | Gorg                                                              |
| Rodalia de Barcelona                                |                         |          |                              |                                                                   |
| L'Hospitalet de Llobregat                           | El Clot - Aragó         | obres    | Sant Adrià de Besòs          | Figueres                                                          |
| Molins de Rei L'Hospitalet de Llobregat             | El Clot - Aragó         | obres    | Sant Adrià de Besòs          | Mataró Arenys de Mar Calella Blanes Maçanet-Massanes              |
| Sant Vicenç de Calders Castelldefels Aeroport Sants | El Clot - Aragó         | obres    | Sant Andreu Comtal           | Sant Andreu Comtal Granollers Centre Sant Celoni Maçanet-Massanes |
| Serveis regionals de Rodalies de Catalunya          |                         |          |                              |                                                                   |
| Barcelona-Sants                                     | Barcelona-El Clot-Aragó | obres    | Barcelona-Sant Andreu Comtal | Girona Figueres Portbou / Cervera de la Marenda                   |
| LAV Madrid-Barcelona                                |                         |          |                              |                                                                   |
| Lleida Pirineus                                     | Barcelona-Sants         | Avant    | terminal                     | terminal                                                          |
| Madrid - Puerta de Atocha                           | Barcelona-Sants         | obres    | Girona                       | Perpinyà                                                          |
| Serveis internacionals                              |                         |          |                              |                                                                   |
| Barcelona-Sants                                     | Barcelona-Sants         | TGV      | Girona                       | Paris - Gare de Lyon                                              |
| Barcelona-Sants                                     | Barcelona-Sants         | obres    | Girona                       | Toulouse-Matabiau                                                 |
| Barcelona-Sants                                     | Barcelona-Sants         | obres    | Girona                       | Lió-Part-Dieu                                                     |
| Madrid - Puerta de Atocha                           | Barcelona-Sants         | obres    | Girona                       | Marseille-Saint-Charles                                           |
| Barcelona-Sants                                     | Barcelona-Sants         | Nightjet | Girona                       | Estació Central de Zúric                                          |

## Línia
- Línia 050 (LAV Madrid-Barcelona-Perpinyà)
- Línia 270 (Barcelona-Portbou)

## Història
Línia de Granollers (Rodalies de Catalunya) i LAV Madrid-Barcelona-França (AVE i Avant)
L'estació de ferrocarril de la LAV i la línia de Granollers es construeix on antigament hi havia hagut l'Estació de Sagrera Mercaderies o Barcelona-Clot (Sagrera), construïda l'any 1918.
L4 i L9/L10 del metro de Barcelona
L'estació de la L9/L10 del metro de Barcelona pertany al Tram 4 (La Sagrera – Can Zam/Gorg), hi tindran parada trens de la L9 i la L10. També hi ha una estació de la L4, del tram La Pau-La Sagrera. Les estacions de les diferents línies estan acabades, però resten a l'espera d'entrar en servei fins que no s'inauguri l'estació del TAV que, de moment, no té data d'obertura.

### Denominació
Hi ha polèmica al torn del nom de l'estació, ja que el barri de la Sagrera defensa que el nom de l'estació sigui Sagrera i el Districte de Sant Martí ha fet arribar una petició a l'Ajuntament de Barcelona perquè es digui estació de Sagrera-Sant Martí. Per altra banda Jordi Hereu, l'exbatlle de Barcelona, va proposar «estació d'Europa».

## Intervencions arqueològiques
Les obres de la futura estació, a cavall dels districtes barcelonins de Sant Andreu i Sant Martí de Provençals, van permetre localitzar algunes estructures arqueològiques de diferents èpoques. D'estructures prehistòriques s'han documentat quatre sitges, un enterrament en fossa i un enterrament col·lectiu localitzat en un hipogeu excavat en el terreny geològic. L'hipogeu d'inhumació del Neolític final presenta una planta de morfologia oval amb cambra lateral d'uns 15 m² i amb accés en rampa al costat est. Dintre d'aquesta cambra es documentà una acumulació de 207 morts, 150 articulats i més de 5000 restes aïllats. L'acumulació documentada a l'interior de l'hipogeu presenta tres moments d'ús clarament diferenciats. Un primer moment d'ús col·lectiu, un segon moment d'ús múltiple i un tercer d'ús individual. El primer moment es caracteritza per l'enterrament col·lectiu successiu dels individus d'una mateixa comunitat. Aquests individus haurien estat enterrats gradualment al centre de la cambra, directament sobre el sòl. A mesura que l'espai es tornava massa petit les diferents restes eren enretirades a banda i banda de l'eix principal, tot alliberant l'espai central per al sepeli dels nous inhumats. A banda, també es va poder excavar un enterrament que molt probablement és d'època neolítica. Aquest enterrament corresponia a una inhumació en fossa de planta més o menys el·líptica amb el fons lleugerament còncau, presentant una orientació oest/est. De l'individu enterrat només es conservava el crani, les vèrtebres cervicals, un fèmur i una tíbia i en el moment de l'excavació es va determinar que corresponia a una dona adulta.
D'època ibèrica es van excavar dos pous i una vintena de sitges amb una cronologia aproximada de segle iv-iii aC. Moltes de les sitges presentaven una fondària de més de dos metres i en algunes es va poder recuperar la tapadora. Entre els materials recuperats —importacions àtiques i púniques, àmfora ibèrica, ceràmica pintada ibèrica, i ceràmica a mà—, cal destacar la troballa de restes de fauna representada per banyes de cérvol, aus i un cànid. Junt amb aquestes sitges també es van excavar dos pous de la mateixa època, un de planta circular i un altre de planta rectangular. D'època romana es documentaren un gran nombre de rases de vinya i una sitja de grans dimensions de secció tubular i fons pla.
D'època moderna es documentà un mur fet de pedres lligades amb morter de calç que sembla que s'hauria d'adscriure cronològicament a un moment previ al segle xviii.
D'època contemporània s'ha documentat en primer lloc, les restes d'un possible pas inferior per travessar la línia fèrria que anava de Barcelona a Granollers. També s'ha localitzat un edifici de planta rectangular amb una llargada de 25,50 m i una amplada de 9 m. Al costats nord i sud no no hi havia murs de tancament, sinó que es mantenia l'espai obert únicament amb un pilar de planta quadrada situat al mig de l'espai delimitats pels dos murs existents. Es desconeix la funció d'aquestes estructures si bé podrien estar relacionades amb la via fèrria.
Hi ha restes dell camí que discorre aproximadament des de la Torre del Fang fins a la parròquia de Sant Martí de Provençals travessant a nivell la línia fèrria construïda a mitjan segle xix i que anava de Barcelona a Granollers. Aquest camí és delimitat per dos murs paral·lels de pedra, d'uns 10-12 metres de llargària, presenta vorera al seu costat sud-est i té un paviment més modern de pedres petites ben piconades.
Al sud-est del camí s'obria una gran àrea de caràcter industrial on es van localitzar un forn —probablement destinat a la cuita de maons i material constructiu— un pou i tres estructures de planta rectangular, possiblement emprades per al tractament d'argila. Pel que fa al forn, està excavat al terreny geològic, presenta planta circular i coberta amb volta amb un accés a l'extrem sud. A partir de certa alçada, les parets eren folrades amb grans peces de ceràmica quadrangulars. A la boca d'accés s'ha documentat una canalització feta amb maons plans que servia per a introduir 'material' dins l'estructura.